# Нагао (феудална област)
Област Нагао (јап. 長尾藩“Nagao-han“), била је једна од феудалних области током Меиџи периода у Јапану. Налазила се у провинцији Ава. Данас је то варош Ширахама град Минамибосо у префектури Чиба.

## Историја
Током Меиџи обнова, последњи шогун, Токугава Јошинобу је 1867. године поднео оставку на функцију код цара Муцухитоа и на руковођење кланом Токугава у корист принца Токугава Иесато. Већ 1868. године, Иесато је деградиран као обичан даимјо, и додељен новонастала феудална област Шизуока, која је обухватила целокупну феудалну област Сунпу, суседне феудалне области Танака и Оџима и додатно земљиште у провнцијама Тотоми и Муцу с укупним приходом од 700.000 кокуа. Нова феудална област је покривала западне две трећине префектуре Шизуока, плус полуострво Чита у префектури Аичи.
У том процесу, постојећи даимјои из провинција Суруга и Тотоми су расељени. Ово укључује шестог (и последњег) даимјоа из Танака феудалне области, Хонда Масамори. Како Хонда Масамори доказао своју лојалност новој влади Меиџи учествујући са својим снагама у Бошин рату па му је упркос његовом статусу као Фудаи даимјо, дозвољено да задржи своје приходе од 40.000 кокуа, али је пребачен у новоформирану Нагао феудалну област у провинцији Ава.
Међутим, 1869. године, статус даимјо је укинут, а са укидањем хан система Хонда Масамори се повукао из јавног живота у децембру 1870, препуштајући нову функцију гувернера феудалне области свом сину. У марту 1871. године, Нагао феудална област је укинута и постаје Нагао префектура, која се спаја са суседном Кисаразу префектуром и у новембру те године постаје део савремене префектуре Чиба.

## Листа даимјоа
Наследни (фудаи) даимјо је главна владајућа фигура округа.
 Хонда клан 1730-1868 
1. Хонда Масамори (јап. 本多正訥) 1868-1870 (40.000 коку)
2. Хонда Масанори (јап. 本多正憲) 1870-1871 (40.000 коку)